# Коленча вас
Коленча вас (словен. Kolenča vas) је насељено место у општини Добрепоље, Средњесловенска регија, Словенија.

## Историја
До територијалне реорганизације у Словенији била је у саставу старе општине Кочевје.

## Становништво
У попису становништва из 2011. године, Коленча вас је имала 48 становника.
| Број становника према пописима | Број становника према пописима | Број становника према пописима |
| ------------------------------ | ------------------------------ | ------------------------------ |
| 1991                           | 2002                           | 2011                           |
| 47                             | 50                             | 48                             |